# مودورنو
مودورنو (به ترکی استانبولی: Mudurnu) یک منطقهٔ مسکونی در ترکیه است که در استان بولی واقع شده‌است.